# Dendrocygna autumnalis
Dendrocygna autumnalis (cunoscută și sub numele comun de rață cârâitoare cu pieptul negru) este o specie de pasăre din familia Anatidae care se întâlnește din partea sudică a Statelor Unite și a Americii Centrală până în America de Sud (în partea centrală și sudică). În Statele Unite, este întâlnită tot anul în sudul Texasului. 

## Subspecii
Există două subspecii:
- D. a. autumnalis – sudul SUA până în Panama

Mai mare, cu pieptul maron
- D. a. discolor – Panama până în Paraguay[2]

Mai mică, cu pieptul gri

## Statut și conservare
Această specie nu este considerată amenințată cu dispariția de către IUCN și National Audubon Society; se estimează că populația globală este de 1.100000-2.000000 de păsări.